# Cisternes-la-Forêt

Cisternes-la-Forêt este o comună în departamentul Puy-de-Dôme, Franța. În 1 ianuarie 2022 avea o populație de 450 de locuitori.